# The Move
The Move var et af de førende engelske rockbands fra 1960'erne, og kom fra Birmingham, England.
The Move blev anført af guitaristen, sangeren og sangskriveren Roy Wood, som skrev alle gruppens singler i Storbritannien fra 1968, samtidig med, at han var forsanger på mange af dem. De var særdeles populære i Storbritannien i begyndelsen af deres karriere, og fik ni singler på Top 20 i løbet af fem år. De var ikke særlig godt kendt i USA, mest fordi de ventede med at turnere dér til slutningen af deres karriere. Ikke desto mindre fremhæves de som musikalsk påvirkning af adskillige grupper på begge sider af Atlanten.
Gruppen havde sit udgangspunkt i adskillige Birmingham-bands fra midten af 1960'erne, blandt andet Carl Wayne and the Vikings, the Nightriders og the Mayfair Set. De var især påvirket af The Beatles, Motown og den nye amerikanske 'West Coast' lyd. The Move fik hurtigt et ry som et af tidens mest velspillende og underholdende live bands. Gruppens navn henviser åbenbart til alle de flytninger, medlemmerne foretog for at danne orkestret. Foruden Wood bestod den originale udgave af The Move i 1966 af trommeslageren Bev Bevan, bassisten Chris "Ace" Kefford, sangeren Carl Wayne og guitaristen Trevor Burton. Slutopstillingen i 1972 var en trio bestående af Wood, Bevan og guitarist/keyboardspiller Jeff Lynne, der omformede gruppen til Electric Light Orchestra.

## Historie
Begyndelsen af deres karriere var præget af en række mediestunts og et vildt sceneshow, udtænkt af deres manager, den farverige Tony Secunda. Hans påfund inkluderede, at Wayne – bevæbnet med en økse – angreb TV-apparater, Cadillacs og buster forestillende Adolf Hitler og den Rhodesiske leder Ian Smith. De spillede deres første job i starten af 1966, og blev rost for de udspekulerede vokal-arrangementer og for deres musikvalg, der omfattede soulmusik og orkestre fra den Amerikanske Vestkyst, som The Beach Boys, the Byrds, Love og Moby Grape. Deres manager, Secunda (som også repræsenterede Birmingham's anden store popgruppe på den tid, Moody Blues), sørgede for, at de fik faste job på Marquee Club i London, hvor pladsen lige var blevet ledig efter The Who. De ankom klædt ud som gangstere, men blev i øvrigt boende hjemme i the Midlands. Gruppen fik en pladekontrakt med den uafhængige pladeproducer Denny Cordell (Joe Cocker, Procol Harum). Det blev selvfølgelig også gjort til en mediebegivenhed af Secunda, som sørgede for, at de kom til at underskrive deres kontrakter på ryggen af en topløs fotomodel. Roy Wood skrev deres første single, "Night of Fear", der blev Nr. 2 på UK singles chart i januar 1967. Den markerede også starten på the Move's mange musikalske citater (i dette tilfælde 1812-ouverturen af Tchaikovsky). Deres anden single, "I Can Hear the Grass Grow", blev også et stort hit og nåede Nr. 5 i Storbritannien.

### Juridiske problemer
"Flowers in the Rain" var den første sang, der blev spillet på Radio 1, da den begyndte at sende fra 30. september 1967, introduceret af Tony Blackburn. Pladen, der nåede en placering som Nr. 2, var mindre præget af guitarer end de foregående to singler, og havde i stedet et opfindsomt træblæser-arrangement, udtænkt af produceren Tony Visconti. Sangen skabte opstandelse, fordi premierminister Harold Wilson sagsøgte gruppen for injurier. Secunda havde nemlig valgt at gøre reklame for sangen via postkort, der viste Wilson i seng med sin sekretær Marcia Williams, noget der gik rygter om på den tid. Gruppen tabte retssagen og blev dømt til at betale alle sagens omkostninger, foruden at alle fremtidige indtægter vedrørende ophavsret til sangen skulle gives til velgørenhed efter Wilson's valg. Kendelsen vedblev at stå ved magt efter Wilson's død i 1995.
Som single nummer fire havde bandet planlagt at udgive "Cherry Blossom Clinic", en løssluppen sang om fantasierne hos en patient på et sindssygehospital. B-siden skulle være den satiriske "Vote For Me". Retssagen havde imidlertid været en så nervepirrende oplevelse, at både de og pladeselskabet veg tilbage for at udgive noget, der kunne opfattes som kontroversielt, så pladen blev skrottet. "Vote For Me" er først dukket op på forskellige opsamlingsplader siden 1997, mens "Cherry Blossom Clinic" blev et af numrene på deres første LP, The Move.
Som konsekvens af den mislykkede retssag, fyrede The Move manager Tony Secunda og ansatte i stedet Don Arden. I et Interview fra år 2000, oplyser Carl Wayne, at gruppens medlemmer havde været uenige om Secundas metoder: "Secunda havde nogle dyr, der ville gøre alt, hvad han forlangte – Trevor, Ace og jeg – i den vilde sceneoptræden. Roy kunne selvfølgelig selv uddybe det, men jeg tror, han var temmelig pinligt berørt over vores image og vores stunts – men resten af os var ikke.... Vi var altid parat til at være redskaber for Secunda."

### Fortsat succes
I marts 1968 vendte de stærkt tilbage til hitlisterne med "Fire Brigade", der også blev et top-tre hit i Storbritannien. Det var den første single med Roy Wood som forsanger. Kun et par uger efter, da deres LP skulle udgives, forlod Kefford bandet, med henvisning til både personlige og musikalske uoverensstemmelser. De blev nu en kvartet, og Burton skiftede guitaren ud med bas.
Mens mandskabsudskiftningen var undervejs, sendte gruppen den første invitation til Jeff Lynne, der var ven med Wood, for at få ham med. Han afslog, fordi han på det tidspunkt stadig havde håb om succes med sit daværende band, the Idle Race, en anden gruppe fra Birmingham.
I sommeren 1968 kom deres femte single, "Wild Tiger Woman", der var en rigtig rocksang, som afspejlede deres beundring for Jimi Hendrix. Den kom overhovedet ikke på hitlisten, hvilket nærmest var katastrofalt efter fire hits i top-5. Deres svar var det hidtil mest kommercielle nummer, klassikeren "Blackberry Way", som nåede førstepladsen i Storbritannien i februar 1969. Denne nye easy-listening stil blev det strå, der fik Burton – tilhænger af en mere hard rock/blues præget stil – til at forlade gruppen efter et skænderi på scenen med Bev Bevan. Der gik nu et rygte i musikbladene om, Hank Marvin fra de netop opløste The Shadows havde fået en invitation til at komme med i The Move. Nogle år senere blev det afsløret, at der var tale om endnu et publicity-stunt. Marvin selv har blandt andet i en artikel i Melody Maker i 1973 hævdet, at han rent faktisk blev kontaktet af Wood, men at han afslog at komme med i The Move, fordi deres turneplan var for hektisk for ham. Burton blev i stedet afløst af Rick Price, der også var veteran fra adskillige rockgrupper i Birmingham.
Ace Kefford indspillede et soloalbum i 1968, efter at være trådt ud, men det blev først udgivet i 2003 med titlen "Ace The Face". Trevor Burton blev bassist hos en anden gruppe fra Birmingham, The Steve Gibbons Band, og stod senere i spidsen for sit eget bluesband, nu som guitarist.
Det var på denne tid, at Arden solgte The Move's management-kontrakt til Peter Walsh. Walsh, som var specialist i kabaret-stjerner, begyndte at booke bandet på tilsvarende steder, hvilket var uholdbart for "powerpop"-rockere som The Move. Resultatet blev nye spændinger mellem Carl Wayne og Roy Wood.
LP'en Shazam indeholdt flere musikalske citater, foruden minutiøst gennemarbejdede nyfortolkninger af andre kunstneres sange. "Hello Susie" citerer Booker T. Jones' og Eddie Floyd's "Big Bird," og LP'en indeholder også en kopi af Tom Paxtons sang "The Last Thing On My Mind". Desuden var der en lidt langsommere udgave af "Cherry Blossom Clinic", der startede med heavyrock hvæsen og sluttede med en akustisk guitar, der citerede Johann Sebastian Bach's "Jesu, Meine Freude".
I følge det samme interview fra år 2000 Arkiveret 2. april 2007 hos  Wayback Machine, havde Wayne en plan om at vende lykken for gruppen ved at invitere Burton og Kefford tilbage, skønt han vidste at Wood var i gang med at udtænke sit projekt om symfonisk rock (det, der blev til ELO). Han foreslog Wood, at denne kunne koncentrere sig om at turnere med det nye band, og så bare blive ved med at skrive sange til The Move. Det forslag blev skudt ned af de andre tre medlemmer af gruppen, så i stedet blev det Wayne, der forlod bandet i januar 1970. Han arbejdede derefter i flere musikalske sammenhænge og kunne også opleves på TV og radio. I år 2000 afløste han Allan Clarke som forsanger i The Hollies, og udfyldte jobbet til sin død af kræft i 2004.

### Nye veje
Da Wayne var rejst, smed The Move prompte Walsh på porten som manager og vendte tilbage til Arden. Jeff Lynne blev nu fast medlem, for Wood var blevet klar over, at han havde brug for en anden sangskriver i bandet, så hele ansvaret ikke hang på ham. Gruppen turnered nu i England med Arden's Black Sabbath, og samtidig udkom det hårdt rockende tredje album Looking On (1970), hvor Wood stod for alle sangene, undtagen to fra Lynne. På pladen var et Nr. 7 hit, Wood's "Brontosaurus", og det blev bandets sidste indspilning for Regal Zonophone. LP'ens fokus på hård rock var noget af en overraskelse for mange af deres trofaste fans, og den anden single fra pladen, "When Alice Comes Back to the Farm," kom ikke på hitlisterne.
Indspilningen af det tredje album blev en langstrakt affære, fordi Wood og Lynne blev ved med at lægge lag efter lag af nye instrumenter på. Resten af gruppen kunne bare se på, og det endte med, at Rick Price fik nok og forlod dem, hvorefter han dannede bandet Mongrel. Price sluttede sig senere til Wood in Wizzard, og han var også med i Roy Wood's kortlivede Wizzo Band, hvor han spillede steel guitar. Han gik senere over til at arbejde med musik-management, men fik også tid til at danne duoen Price and Lee, med Dianne Price. De tilbageværende medlemmer – Wood, Lynne and Bevan – færdiggjorde det, det blev den sidste Move LP, Message From The Country (1971), en udsøgt samling sange, der af mange regnes for at være The Move's bedste album. Lynne's kompositioner var tydeligt influeret af Beatles og The Bee Gees, mens Wood's "Ben Crawley Steel Company", der havde Bev Bevan som forsanger, var et nummer Johnny Cash kunne have sunget. Bevan's "Don't Mess Me Up" (med Wood som sanger) var en hyldest til Elvis Presley, garneret med uægte Jordanaires. På trods af det, henviste Bevan i 2005 til LP'en som den Move-plade, han dårligst kunne lide.
Dette album blev fulgt op med to singler, skrevet af Wood, "Tonight" og "Chinatown". På de mange TV-optrædener med sangene brugte The Move to ekstra musikere, som fulgte med over i ELO: Bill Hunt (blæsere, træfløjte og klaver) og Richard Tandy (guitar og bas).

### Afsluttende øvelser
På vej mod udgivelsen af det første album fra Electric Light Orchestra, udgav The Move det, der skulle blive gruppens farvel-plade, en "maxi-single" fra 1972 med "California Man", "Ella James" (fra Message) og "Do Ya." "California Man", der blev Nr. 7 i Storbritannien, havde baritonsax, dobbelt bas samt et riff lånt fra George Gershwin, og den var en dybtfølt hyldest til Jerry Lee Lewis. Lynne og Wood skiftedes til at synge, og det blev en af de sange, der bragte 1950'ernes rock and roll tilbage på landkortet i Storbritannien i de tidlige 1970'ere. Som de foregående Move hits i England, var den skrevet af Roy Wood. I mellemtiden var Lynnes "Do Ya" blevet the Move's bedst kendte sang i USA. Det var faktisk den eneste sang fra The Move, der nåede Top 100 i USA, om end kun i de nedre regioner (Nr. 93). (The Electric Light Orchestra's genindspilning af "Do Ya,", lavet efter at Wood havde forladt ELO, blev derimod et betydeligt hit i USA i 1977).
Da LP'en The Electric Light Orchestra udkom, havde The Move gennemført sin forvandling til ELO. Wood og Lynne delte ledelsen. Det var Wood, der håndterede mange af de klassiske instrumenter på pladen (så som cello og fløjte), mens Lynne passede klaveret. Samtidige artikler om den nye gruppe beretter om, hvordan Wood blev ved med at lægge nye lag på indspilningerne, indtil han havde lært at håndtere instrumenterne. Når lyden skulle laves live, blev der hyret musikere til det, mens de tre Move-medlemmer var i centrum. Efterfølgende begyndte de af indspille numre til deres andet album.
Men efter adskillige skuffende optrædener, parret med uenighed om, hvor musikken skulle hen, besluttede Wood at bryde ud og danne sit eget band. Lynne var overrasket, men Woods ønsker om at kombinere rock og jazz, blandt andet med ham selv på saxofon, gik på tværs af gruppens eksperimenterende klassiske stil, og med Lynnes ønske om at fortsætte turneerne, indtil bandets musik hang sammen. Af de 11 ELO-sange, Wood og Lynne indspillede sammen, kom de syv fra Lynne, hvilket også kan have bidraget til Woods rejselyst.
Wood udgav i 1973 et soloalbum, Boulders, og stod derefter i spidsen for glam rock bandet Wizzard, mens Lynne og Bevan fortsatte turneerne, til de omsider fik massiv succes med The Electric Light Orchestra.
Message From The Country, the Move's højt roste LP fra 1971, blev renset og genudgivet på de oprindelige pladeselskaber, Harvest i Storbritannien i 2005 og Capitol i USA i 2006.
Skønt de aldrig blev helt så populære i USA som i hjemlandet England, var the Move en banebrydende pop/rock gruppe, og nævnes ofte som en af de væsentlige forløbere for powerpop. Cheap Trick indspillede en version af "California Man" på Heaven Tonight LP'en, mens Glen Matlock fra the Sex Pistols indrømmede, at et af hans guitar riffs på "God Save The Queen" var inspireret af guitaren på "Fire Brigade".

## Udvalgt diskografi

### Singler
- "Night of Fear" – (Jan, 1967) – UK #2
- "I Can Hear the Grass Grow" (April, 1967) – UK #5
- "Flowers in the Rain" (Aug, 1967) – UK #2
- "Fire Brigade" (Feb, 1968) – UK #3
- "Wild Tiger Woman" (Aug, 1968) – UK #53
- "Blackberry Way" (Dec, 1968) – UK #1
- "Curly" (Juli, 1969) – UK #12
- "Brontosaurus" (April, 1970) – UK #7
- "When Alice Comes Back to the Farm" (Okt, 1970)
- "Tonight" (Juni, 1971) – UK #11
- "Chinatown" (Oktober, 1971) – UK #23
- "California Man" / "Do Ya" / "Ella James" (April, 1972) – UK #7

Note: "Do Ya" (B-side på "California Man" single – 1972 US #93 Billboard Pop Singles; 1974 UK; 1976 – genindspillet af ELO)

### EP'er
- "Something Else From The Move" (1968)

### Album
- The Move (April, 1968) – UK #15
- Shazam (1970)
- Looking On (1970)
- Message From The Country (1971)

### Compilations
- Split Ends (1972) (svarer til Great Move!, men uden 'Ben Crawley Steel Company', 'Don't Mess Me Up' og 'My Marge')
- The Best Of The Move (1974)
- Great Move!: The Best Of The Move (1994) (identisk med genudgivelsen af Message, men uden alternative udgaver af sangene)
- The BBC Sessions (1995)
- Movements: 30th Anniversary Anthology (1997) (omfattende udvalg, til og med Looking On)

### Genudgivelser
- Message From The Country (2005)

## Andres udgaver af sange fra The Move
- "California Man" blev udgivet af Cheap Trick på deres 1978 album Heaven Tonight. Den har også et kort klip fra "Brontosaurus" i midterstykket.
- "I Can Hear the Grass Grow" blev udgivet som single af The Fall i 2005, og er også med på deres album Fall Heads Roll. Den er desuden indspillet af Status Quo på deres første plade med kopinumre, Don't Stop (1996). Endelig er sangen indspillet af det psykedeliske New York band, The Blues Magoos, på deres tredje LP, Basic Blues Magoos, i 1968.
- "Fire Brigade" blev udgivet som single af The Fortunes i USA i 1968, i et forfængeligt håb om at konkurrere med originaludgaven. Ingen af dem kom på hitlisten.
- "Hello Susie" blev et hit i Storbritannien (Nr. 4) med gruppen Amen Corner. Den blev desuden indspillet på en single med det britiske soul band Buddy Curtess and the Grasshoppers i 1986.
- "Do Ya" er blevet indspillet af Todd Rundgren's Utopia og Ace Frehley.
- "Flowers In The Rain" er indsunget af Nancy Sinatra.
- "Ella James" er indspillet af The Nashville Teens.
- "Brontosaurus" blev indspillet af Cheap Trick og udgivet i 2002 som syv-tommers vinyl single på Sub Pop Records.
- Cheap Trick udgav en live version af "Down on the Bay" på deres box sæt Sex, America, Cheap Trick i 1996.

### Videoer
- I Can Hear The Grass Grow (live)
- Blackberry Way (live)
- Fire Brigade (live)
- The Words of Aaron video (med Hunt)
- California Man video (med Hunt)